# Daniel Pauly
Daniel Pauly é um biólogo marinho francês, conhecido por seu trabalho no estudo de impactos humanos nas pescarias globais. Ele é professor e líder do projeto "Sea Around Us" no Instituto para os Oceanos e Pescas da Universidade da Colúmbia Britânica.